# Friedrich Jacobs (Politiker)
Friedrich Jacobs (* 19. Dezember 1910; † 3. Dezember 2004) war ein deutscher Politiker der FDP und von 1969 bis 1979 Bürgermeister von Köln.

## Leben und Politik
Friedrich Jacobs studierte Rechtswissenschaften an der Universität Bonn und wurde Mitglied der Studentenverbindung Novesia.
Danach arbeitete er als Strafverteidiger in Köln. Seine Kanzlei übernahm in den 1980er Jahren der CDU-Politiker und spätere Präsident des 1. FC Köln, Dietmar Artzinger-Bolten. Politisch engagierte sich Jacobs, den Gerhart Baum als väterlichen Freund bezeichnete, in der FDP, deren Kölner Kreisvorsitzender er in den 1950er Jahren war. Er gehörte von 1952 bis 1961 und von 1969 bis 1979 dem Rat der Stadt Köln an. Von 1955 bis 1961 war er Vorsitzender der Kölner FDP-Ratsfraktion und von 1969 bis 1979 Bürgermeister der Stadt. Für die FDP kandidierte er bei der Bundestagswahl 1953 im Wahlkreis Köln-Land und bei der Bundestagswahl 1965 im Wahlkreis Köln II.
In den 1960er Jahren – die FDP war von 1964 bis 1969 nicht im Rat der Stadt Köln vertreten – engagierte Jacobs sich als Vorsitzender des Kölner HTC Blau-Weiss und wurde in dieser Zeit auf Vorschlag des Zweckverbandes in den Sportausschuss des Rates gewählt.
Die FDP-Fraktion im Rat der Stadt Köln verleiht zu seinem Angedenken seit 2010 den Friedrich-Jacobs-Preis, um aus ihrer Sicht positive Entwicklungen in der Stadt zu würdigen.